# Burjassot

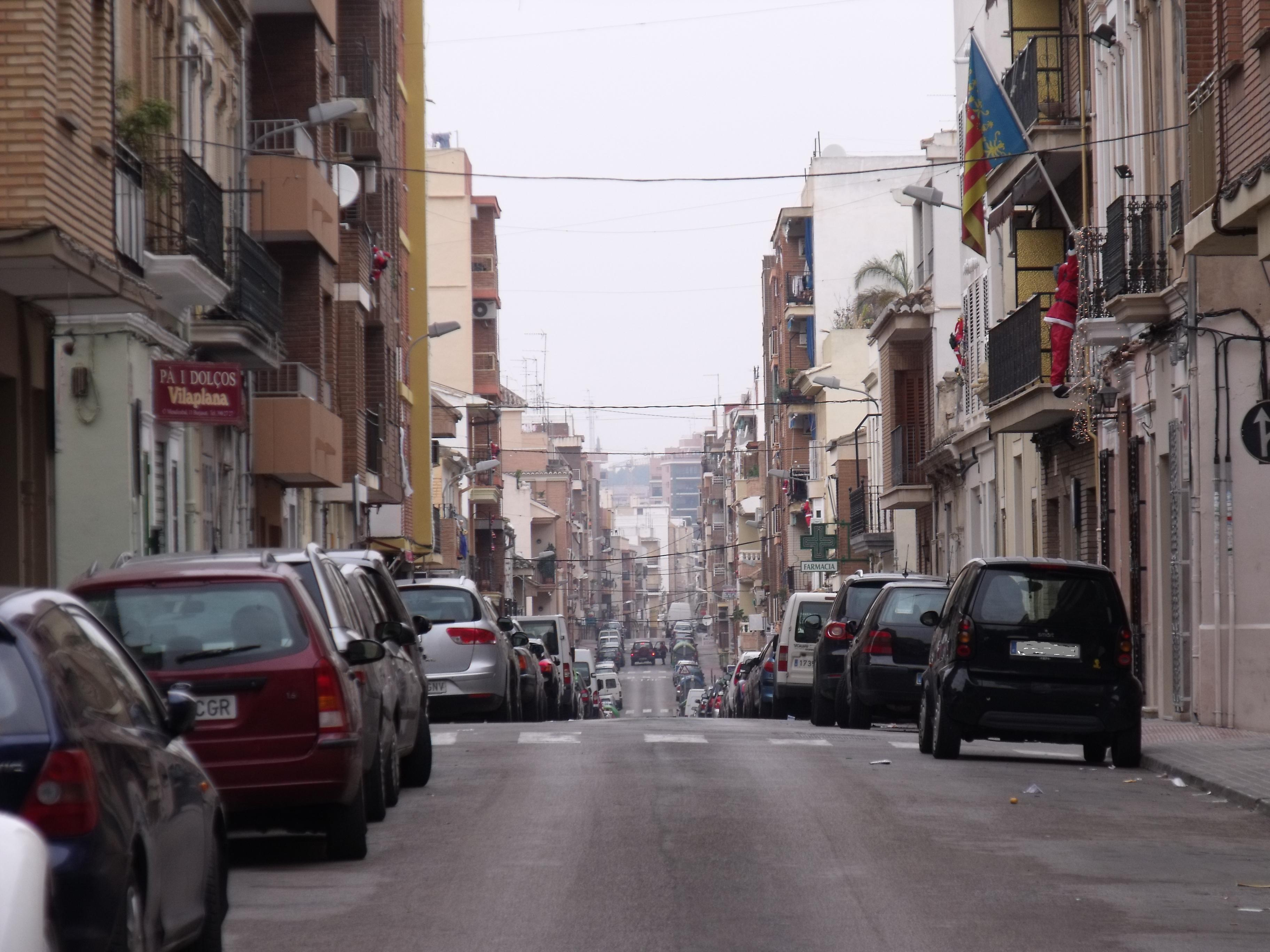

Burjassot (spanisch Burjasot) ist ein Mittelzentrum in der spanischen Provinz Valencia in direkter Nachbarschaft zur Costa Blanca. In Burjassot befindet sich der Campus Burjassot-Paterna der Universitat de València mit den Fakultäten für Biologie, Mathematik, Pharmazie, Physik und Chemie sowie der Ingenieurhochschule.